# Gigantomilax majoricensis
Gigantomilax majoricensis is een slakkensoort uit de familie van de Limacidae. De wetenschappelijke naam van de soort is voor het eerst geldig gepubliceerd in 1863 door Heynemann.